# Cecil Cuthbert Parrott
Sir Cecil Cuthbert Parrott KCMG, OBE (* 29. Januar 1909; † 23. Juni 1984) war ein britischer Diplomat und Schriftsteller, der als Übersetzer und Biograf von Jaroslav Hašek bekannt wurde.

## Leben
Parrott studierte am Peterhouse College der University of Cambridge, wurde Lehrer und trat 1939 in den Auswärtigen Dienst. Von 1960 bis 1966 war er Botschafter in Prag. Nachdem er in den Ruhestand versetzt worden war, wurde er zunächst Professor für russische und sowjetische Studien und später Professor für Mittel- und Süd-Osteuropa-Studien und Direktor des Comenius-Zentrum an der Lancaster University. Parrott übersetzte Werke  von Jaroslav Hašek, darunter Der brave Soldat Schwejk. Er schrieb The Bad Bohemian, eine Biographie von Hašek, sowie Jaroslav Hašek. A Study of Švejk and the Short Stories, weiterhin eine zweibändige Autobiografie, The Tightrope und  The Serpent.
Parrott wurde am 1. Januar 1964 als Companion in den Order of St. Michael and St. George aufgenommen. Später wurde er zum Knight Commander erhoben.